# 共王 (楚)
共王／龔王（きょうおう）は、中国春秋時代の楚の王。姓は羋、氏は熊。諱は審、または箴。

## 生涯
荘王の子として生まれた。荘王23年（紀元前591年）、荘王の薨去に伴い、即位した。荘王の治世時に楚は大きく勢威を拡大しており、天下の覇権を握っていた。だが、荘王在世中に楚の力を借りて斉を討とうとしていた魯は、予定を変えて晋に兵を借り、斉を討った。
共王2年（紀元前589年）、共王は子重（公子嬰斉, zh）に兵を預けて、衛を攻めさせ、さらに魯軍を討たせた。魯は財物と公子を差し出して和睦を願い出、共王はこれを受けたが、公子は帰らせた。同年、巫臣が夏姫を連れて晋へと出奔した。子反（公子側, zh）はこれに怒って晋へ贈り物して、巫臣の仕官を妨害しようとしたが、共王は「贈り物をしても巫臣が有能であれば、晋に登用されるであろうし、無能であれば放り出されるだろう。」と止めた。
共王3年（紀元前588年）、楚の捕虜になっていた晋の大夫の智罃（智武子）を捕虜交換で晋へと返すことになった。この時に共王は智罃に対して幾度かの質問をしたが、智罃の返答の見事さに感服し、晋とは未だ争えないと言った。この頃、楚の盟下にある許が同じく楚の盟下にある鄭にしきりに攻められると訴え出てきた。鄭も楚に対して訴えでたが、共王は許が正しいとした。このことで怒った鄭は晋の盟下へと離反した。
鄭はなおも許を攻めるので、共王15年（紀元前576年）に共王は鄭を攻めて、これを降した。翌共王16年（紀元前575年）、晋は鄭の変節を責めるために衛・斉・魯を引き連れて鄭を攻め、両軍は鄢陵（現在の河南省鄢陵県）で激突する（鄢陵の戦い）。この戦いで共王は晋の魏錡に眼を射られて負傷した。夜になって共王は将軍の子反を呼び寄せて作戦を考えようとしていたが、子反は陣中で酔っ払っており、このことで戦意を無くした共王は子反を処刑し、首都の郢へと帰った。

## 死後
共王31年（紀元前560年）9月に薨去した。薨去に際して「先君の覇業を損ない、（鄢陵で）軍を失ったのはわたしの責任である。わたしの諡は霊か厲にせよ」と言い残した。霊・厲は諡の中でも最悪の物であり、共王のことを慕っていた臣下達はこれを躊躇したという。
そこで令尹の子嚢（公子貞）が「王は栄光がありながら自分の過失を知っておられた。恭（謙虚）というしかありません」と言って、同じ意味を表す共の諡号を贈った。

## 故事
「楚弓楚得」と呼ばれる故事が伝わる。
ある時、共王が狩猟に出かけたが途中で弓を忘れてしまった。近侍のものが取りに行こうとしたが王は止めさせて「楚の人間が忘れた弓を楚の人間がいつか拾うだけのことだ」（楚人弓を遺れて楚人これを得）と言った。君主としての度量の大きさを表す事柄であったが、後年この事を聞いた孔子は「人間が忘れた弓を人間が拾うだけのこと、と言えば良いのになぜ楚と限ってしまうのか」と逆に王の狭量を嘆いたとされる。
以上の故事は、『公孫龍子』跡府篇、『孔叢子』公孫龍篇、『呂氏春秋』孟春紀 貴公篇、『説苑』至公篇、『孔子家語』好生篇など、様々な文献に載っている。ただし、それぞれ細部の字句が異なる。
後世の詩文にも度々引用されている（宋代の女流詞人・李清照の『金石学後序』など）。

## 家庭
父親：
- 荘王（熊侶、第6代楚王）

兄弟：
- 公子貞（子嚢（中国語版）、令尹）
- 公子午（子庚（中国語版）、令尹）
- 公子追舒（子南（中国語版）、令尹）

妻：
- 秦嬴[11]（秦の景公の妹）
- 巴姫

子：
- 康王（熊招、第8代楚王）
- 霊王（熊囲、第10代楚王）
- 訾敖（熊比、第11代楚王）
- 熊黒肱（子皙（中国語版）、令尹）
- 平王（熊弃疾、第12代楚王）